# Цусімський кіт
Цусімський кіт (лат. Prionailurus bengalensis euptilura; яп. 対馬山猫, ツシマヤマネコ) — підвид леопардового кота, що мешкає на японському острові Цусіма. Довжина тіла — 45 см, довжина хвоста — 25 см. Вага — 3—5 кг. Середня тривалість життя — 8—10 років. Станом на 2000 рік кількість популяції становила 80—100 особин. Через діяльність людини, зокрема полювання, перебуває на межі зникнення. Ендемік Японського архіпелагу. Національна пам'ятка природи Японії.